# Magyar Nemzetiségű Dolgozók Tanácsa
Magyar Nemzetiségű Dolgozók Tanácsa – az RKP egy határozata értelmében 1968. november 15-én alakult testület, amely a kinyilatkoztatott szándék szerint "széles képviseleti jellegű szervezet" lett volna, azzal a céllal, hogy "támogassák a párt-, az állami és társadalmi szerveket az illető lakosság sajátos kérdéseinek megvizsgálásában, s így megtalálják a legjobb megoldásokat..."
Valójában az Országos Tanács és a Megyei Tanácsok semmiféle tényleges hatáskörrel nem rendelkeztek. A Magyar Nemzetiségi Dolgozók Tanácsa megszervezését a pártvezetés Takács Lajosra bízta, aki mellett az első időben az országos tanács tagja volt többek között Balogh Edgár, Bodor Pál, Bányai László, Demeter János, Domokos Géza, Kovács Zoltán, Maros Tibor, Szemlér Ferenc is. Ennek ülésein több ízben vetődtek fel a romániai magyarság nemzetiségi gondjai, az alkotmányban biztosítani ígért jogok semmibevételének tényei az oktatás, a közművelődés, az anyanyelvhasználat terén. Az 1971. március 12-i ülésen, majd később az 1974. április 4-in többen (Balogh Edgár, Fazekas János, Király Károly, Méliusz József, Takács Lajos) szólaltak fel, szóvá téve többek közt azt a helységnévhasználat kérdésében hozott rendeletet, amelynek értelmében bármilyen nyomtatott szövegben kizárólag a román helységnevet szabad használni. Az ilyen "revendikatív" felszólalásokat a pártszervek eleinte részletmegoldásokkal, apró engedményekkel, a problémák elkenésével próbálták leszerelni, miközben rendre eltávolították a Magyar Nemzetiségi Dolgozók Tanácsaból azokat, akik e bírálatoknak hangot adtak.
A Magyar Nemzetiségi Dolgozók Tanácsa Országos Tanácsának plenáris ülései az 1977. április 4-i üléstől fogva váltak a rendszer nyílt propagandaeszközeivé, a magyar- és németellenes hangulatkeltést támogató szervekké. Ezen az ülésen szólalt fel Hajdu Győző, az Igaz Szó főszerkesztője, elítélve "a hidegháború híveit", a "Nyugaton élő magyar emigráció egyes köreit", amelyeknek élén "a szocializmus elől Erdélyből elmenekült grófok, bárók és horthysta katonatisztek állnak, Európa térképének módosításával próbálkoznak". Ezt követően szorították ki a Tanácsból azokat, akik elhatárolták magukat ettől az irányvonaltól, elsősorban Király Károlyt, aki 1977 júniusában határozott hangvételű memorandumban tette szóvá többek közt a nemzetiségi káderkiválasztásban is alkalmazott kontraszelekciós módszereket, továbbá Balogh Edgárt, aki 1977-ben Kolozsvárt nyílt gyűlésen követelte a magyar nyelvű ipari oktatást. Kiszorították a közéleti ténykedésből Takács Lajost is, aki 1978 márciusának elején intézett számonkérő memorandumot az államfőhöz, menesztették Sütő Andrást, aki egy memorandumban a nemzetiségi iskolaügy sérelmeit foglalta össze... Ezek, valamint Fazekas János ugyancsak 1978. március eleji levele a pártfőtitkár-államfőhöz, befolyásolták az 1978. március 13-14-i plenáris ülés hangulatát, amely után a nemzetiségi gondokat feltáró hozzászólók ellen megindult az eltávolítási-elhallgattatási manőver.
A Magyar Nemzetiségi Dolgozók Tanácsa ettől kezdve kizárólag a rendszer mind nyíltabb nemzetiségelnyomó manővereinek takargatására s magyarellenes kirohanások melletti lecsatlakozásra szolgált. Így az 1987. február 26-27-i plenárison az Erdély története ürügyén, később a kolozsvári magyar főkonzulátus bezáratása kapcsán 1988 októberében.
Az 1988. június 27-i Országos Tanácsülést már új néven, Magyar Nemzetiségű Román Dolgozók Tanácsa néven tartották.
A Magyar Nemzetiségi Dolgozók Tanácsa egyes tisztségviselői több kiadványt gondoztak vagy jelentettek meg, amelyek célja a "nemzetiségi egyenjogúság és legszélesebb körű demokratizmus" demonstrálása. Ilyen a Romániai magyar nemzetiség (szerkesztette Koppándi Sándor, 1981) és a Nemzetiségi oktatás a szocialista Romániában (munkatársai között szerepel Eduard Eisenburger és Demeter János, 1982). Az előbbi két nyelven, az utóbbi német, francia és angol nyelven is megjelent.